# Coccophagus differens
Coccophagus differens is een vliesvleugelig insect uit de familie Aphelinidae. De wetenschappelijke naam is voor het eerst geldig gepubliceerd in 1966 door Yasnosh.